# Camponotus testaceus
Camponotus testaceus é uma espécie de inseto do gênero Camponotus, pertencente à família Formicidae.